# Église Saint-Denis de Saint-Omer
L'église Saint-Denis est une église catholique située à Saint-Omer, en France.

## Localisation
L'église est située dans le département français du Pas-de-Calais, sur la commune de Saint-Omer.

## Historique
La paroisse Saint-Denis de Saint-Omer était dans le passé la paroisse aristocratique par excellence, et nombre de seigneurs se firent ensevelir dans l'église de la paroisse.
La famille d'Averhoult a fondé dans l'église la chapelle de la sainte famille, également dénommée chapelle d'Avroult.
L'édifice est classé au titre des monuments historiques en 1989.